# Гузни
Гузни́ (бел. Гузні) — деревня в Поречском сельсовете Дятловского района Гродненской области Белоруссии. Согласно переписи населения 2009 года в Гузнях проживало 23 человека. Площадь сельского населённого пункта составляет 28,30 га, протяжённость границ — 3,83 км.

## История
В 1921—1939 годах Гузни находились в составе межвоенной Польской Республики. В 1923 году Гузни относились к сельской гмине Орля Лидского повята Новогрудского воеводства. В сентябре 1939 года Гузни вошли в состав БССР.
В 1940 году в Гузнях имелось 41 домохозяйство, проживало 164 человека.
В 1996 году Гузни входили в состав Демяновецкого сельсовета и колхоза «Поречье». В деревне насчитывалось 30 домохозяйств, проживало 48 человек.
13 июля 2007 года деревня была передана из упразднённого Демяновецкого в Поречский сельсовет.